# The Essential Backstreet Boys
The Essential Backstreet Boys é a terceira coletânea de maiores êxitos do grupo estadunidense Backstreet Boys. O seu lançamento ocorreu através da RCA Records e Legacy Recordings, em 26 de setembro de 2013, como parte de sua série Essential. O álbum inclui canções dos sete primeiros álbuns de estúdio do grupo, além das faixas "If You Stay", gravada para o filme Booty Call (1997), e "Drowning" de sua primeira coletânea The Hits - Chapter One (2001).

## Lançamento
Composto de 29 canções, The Essential Backstreet Boys foi lançado através de um CD duplo, que possui todas as treze canções do primeiro álbum de compilação do Backstreet Boys de 2001, além de outras dezesseis canções lançadas após o período. O álbum também inclui a adição de faixas que não foram lançadas oficialmente como singles.

## Lista de faixas
| The Essential Backstreet Boys – CD: Disco 1 |                                                    |                                           |                         |         |  |
| N.º                                         | Título                                             | Compositor(es)                            | Do álbum                | Duração |  |
| 1.                                          | "Everybody (Backstreet's Back)" (versão estendida) | Denniz Pop Max Martin                     | Backstreet's Back       | 4:46    |  |
| 2.                                          | "As Long as You Love Me"                           | Max Martin                                | Backstreet's Back       | 3:32    |  |
| 3.                                          | "Quit Playing Games (With My Heart)"               | Max Martin Herbie Crichlow                | Backstreet Boys         | 3:53    |  |
| 4.                                          | "I'll Never Break Your Heart"                      | Albert Manno Eugene Wilde                 | Backstreet Boys         | 4:47    |  |
| 5.                                          | "We've Got It Goin' On" (edição para rádio)        | Denniz Pop Max Martin Herbie Crichlow     | Backstreet Boys         | 3:40    |  |
| 6.                                          | "All I Have to Give"                               | Full Force                                | Backstreet's Back       | 4:35    |  |
| 7.                                          | "The Call"                                         | Max Martin Rami Yacoub                    | Black & Blue            | 3:24    |  |
| 8.                                          | "I Want It That Way"                               | Max Martin Andreas Carlsson               | Millennium              | 3:34    |  |
| 9.                                          | "Show Me the Meaning of Being Lonely"              | Max Martin Herbert Crichlow               | Millennium              | 3:55    |  |
| 10.                                         | "Get Down (You're the One for Me)" (edição LP)     | Bulent Aris Toni Cottura                  | Backstreet Boys         | 3:51    |  |
| 11.                                         | "If You Stay"                                      | Attrell Cordes Sylvia Striplin            | Booty Call (soundtrack) | 4:17    |  |
| 12.                                         | "The One"                                          | Max Martin Brian Littrell                 | Millennium              | 3:46    |  |
| 13.                                         | "Shape of My Heart"                                | Max Martin Rami Yacoub Lisa Miskovsky     | Black & Blue            | 3:51    |  |
| 14.                                         | "More than That"                                   | Franciz & LePont Adam Anders              | Black & Blue            | 3:44    |  |
| 15.                                         | "Larger than Life"                                 | Max Martin Kristian Lundin Brian Littrell | Millennium              | 3:52    |  |

| The Essential Backstreet Boys – CD: Disco 2 |                                           |                                                                                         |                        |         |  |
| N.º                                         | Título                                    | Compositor(es)                                                                          | Do álbum               | Duração |  |
| 1.                                          | "Anywhere for You"                        | Gary Baker Wayne Perry                                                                  | Backstreet Boys        | 4:40    |  |
| 2.                                          | "Just Want You to Know"                   | Max Martin Lukasz Gottwald                                                              | Never Gone             | 3:52    |  |
| 3.                                          | "Drowning"                                | Andreas Carlsson Linda Thompson Rami Yacoub                                             | The Hits - Chapter One | 4:28    |  |
| 4.                                          | "Incomplete"                              | Dan Muckala Jess Cates Lindy Robbins                                                    | Never Gone             | 3:59    |  |
| 5.                                          | "Weird World"                             | John Ondrasik                                                                           | Never Gone             | 4:12    |  |
| 6.                                          | "Lose It All"                             | Alexander Barry Shelly Peiken Wally Gagel                                               | Never Gone             | 4:05    |  |
| 7.                                          | "Inconsolable"                            | Jess Cates Emanuel Kiriakou Lindy Robbins SibeRya                                       | Unbreakable            | 3:38    |  |
| 8.                                          | "Helpless When She Smiles" (versão rádio) | Brett James Christopher Lindsey Aimee Mayo Troy Verges                                  | Unbreakable            | 4:05    |  |
| 9.                                          | "One in a Million"                        | Brian Littrell AJ McLean Howie Dorough Nick Carter Jess Cates Dan Muckala Lindy Robbins | Unbreakable            | 3:32    |  |
| 10.                                         | "Crawling Back to You"                    | Chris Farren Blair Daly                                                                 | Never Gone             | 3:44    |  |
| 11.                                         | "I Still..."                              | Max Martin Rami Yacoub                                                                  | Never Gone             | 3:49    |  |
| 12.                                         | "Straight Through My Heart"               | Nadir Khayat Bilal Hajji Novel Jannusi AJ Jannusi Kinnda Hamid                          | This Is Us             | 3:28    |  |
| 13.                                         | "Bigger"                                  | Max Martin Shellback Tiffany Amber                                                      | This Is Us             | 3:17    |  |
| 14.                                         | "Bye Bye Love"                            | Kenneth Karlin Carsten Schack Claude Kelly                                              | This Is Us             | 4:20    |  |

## Desempenho nas tabelas musicais

### Posições semanais
| Tabela musical (2013–2019)       | Melhor posição |
| -------------------------------- | -------------- |
| Coreia do Sul - Gaon Album Chart | 11             |
| Japão - Oricon Albums Chart      | 118            |

## Histórico de lançamento
| Região         | Data                   | Formato             | Gravadora                |
| -------------- | ---------------------- | ------------------- | ------------------------ |
| Reino Unido    | 26 de setembro de 2013 | CD download digital | RCA Legacy               |
| Estados Unidos | 22 de outubro de 2013  | CD download digital | RCA Legacy               |
| Japão          | 22 de outubro de 2013  | CD download digital | Sony Music Japan         |
| Canadá         | 22 de outubro de 2013  | CD download digital | Sony Music Entertainment |
| Taiwan         | 25 de outubro de 2013  | CD download digital | Sony Music Entertainment |
| Alemanha       | 3 de janeiro de 2014   | CD download digital | Sony Music Entertainment |